# Mazamet
Mazamet este o comună în departamentul Tarn din sudul Franței. În 2009 avea o populație de 9.975 de locuitori.

## Evoluția populației
| An        | 1975   | 1982   | 1990   | 1999   | 2006   | 2009  |
| --------- | ------ | ------ | ------ | ------ | ------ | ----- |
| Populație | 14.440 | 12.840 | 11.481 | 10.544 | 10.158 | 9.975 |